# Weinberger Dezső
Weinberger Dezső, tévesen olykor Weinburger, fedőnevén Szír, (Kassa, 1926. október 28. – Budapest (?), 1944. december 24-e után) segédmunkás, az ellenállási mozgalom Szír-csoportjának vezetője.

## Élete
Apja tanító, anyja varrónő volt. 1942-ben a felvidéken kibontakozó antiszemita terror elől (melynek keretei közt szüleit és öt testvérét elhurcolták) a magyar fővárosba menekült. A segédmunkások szakszervezetében kapcsolódott be a munkásmozgalomba, s felvilágosító munkát végzett kifutók, segédmunkások és háztartási alkalmazottak számára. 1943-tól a KMP tagja. 1944 májusában illegalitásba vonult, s bekapcsolódott az ellenállási mozgalomba, s a fegyveres ellenállás egyik - Szír-csoport nevű - kommunista partizáncsoportjának vezetője volt Szír fedőnéven. 1944. november 22-én a csoport tagjai 4 darab 3 kilós ekrazitcsomaggal felrobbantották a Metropol Szállót, 19 SS tiszt halálát okozva. A csoport kézigránátos támadást intézett a nyilasok Hűség Háza és az Antibolsevista Ifjúsági Tábor ellen is, és több harckocsit felgyújtott. 1944. december 2-án a Városi Színházban meghirdetett nyilas nagygyűlés megakadályozására felrobbantották a bejárati tartóoszlopokat. Ezután a Szír-csoport több tagja lebukott, csupán Csillik Gábornak (fedőnevén Szivar) sikerült megszöknie. Weinbergert 1944 karácsonyán látták utoljára egy illegális találkozón, utána eltűnt. Egyes források szerint a szovjetek tartóztatták le, s egy gulagtáborban halt meg.